# Pierre Peyron

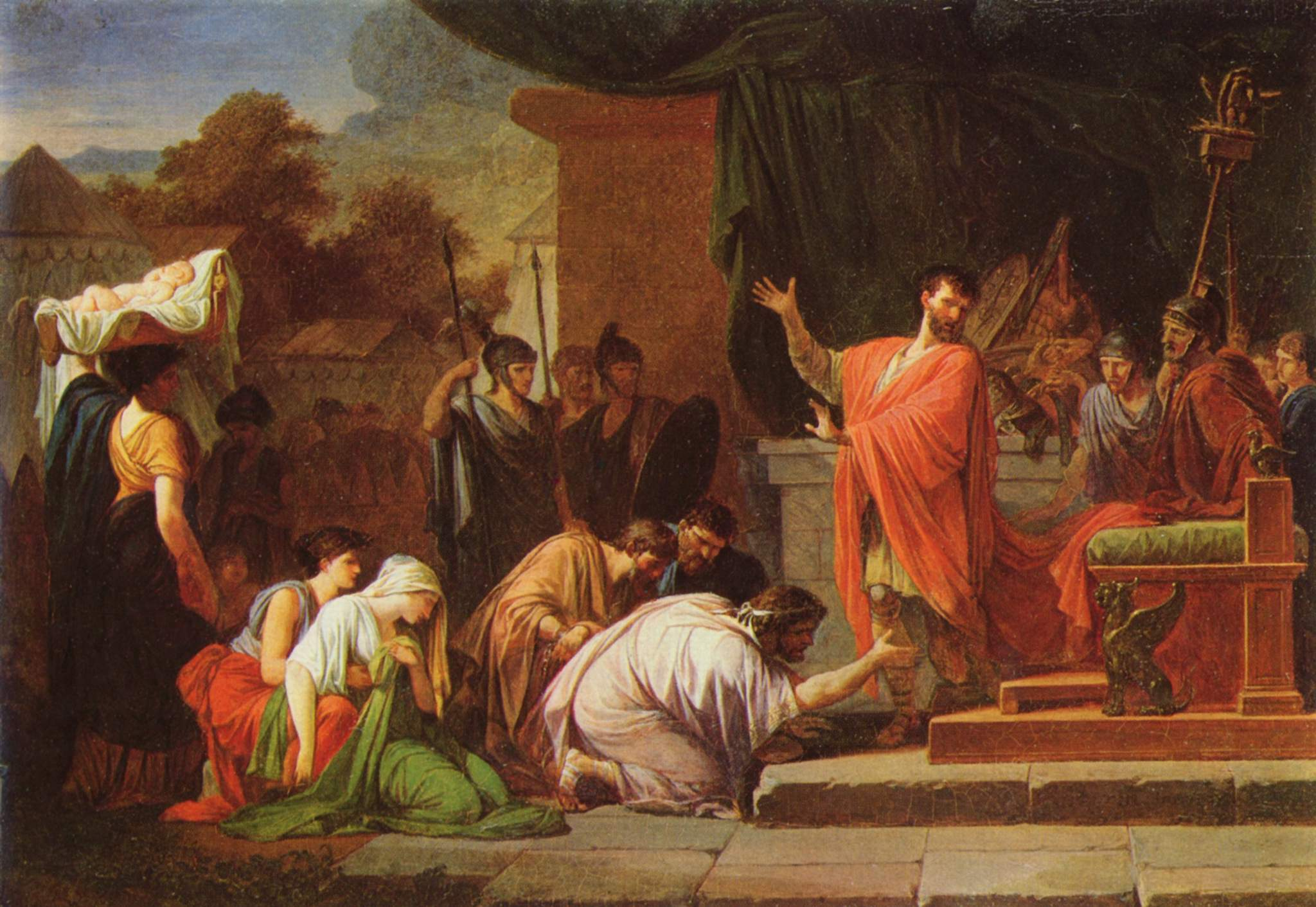
Kung Perseus av Makedonien framför Lucius Aemilius Paullus, målning av Peyron, 1802.

Jean-François Pierre Peyron, född den 15 december 1744 i Aix-en-Provence, död den 20 januari 1814 i Paris, var en fransk neoklassisk målare.
Peyron studerade konst under ledning av Claude Arnulphy. Efteråt studerade han för Louis-Jean-François Lagrenée och betraktades som en av de bästa målarna i sin generation. 
Han var en av de första att på nytt använda klassicistiska principer i konstnärliga verk, på samma sätt som Nicolas Poussin, när den rådande riktningen var rokokostilen.
Pierre Peyron vann det prestigefyllda priset Prix de Rome år 1773 och bodde åren 1775-1782 i Rom.
Vid hans återvändande till Paris fann Pierre Peyron att hans medtävlare Jacques-Louis Davids berömmelse vuxit starkt och att hans egen roll i världskonsten degraderats. Detta blev särskilt uppenbart vid utställningen i salongen i Paris 1785-1787. Vid Peyrons begravning uttryckte David sig vördnadsfullt om honom genom att säga: Han öppnade mina ögon.

## Verk
- Sokrates död (1797)